# ویلیام اکسشاو
ویلیام اکسشاو (انگلیسی: William Exshaw; ۱۵ فوریهٔ ۱۸۶۶ – ۱۶ مارس ۱۹۲۷) قایقران قایق بادبانی اهل بریتانیا بود.